# Who Is America?
Who Is America? ist eine US-amerikanische satirische Comedyserie, in der Sacha Baron Cohen in unterschiedliche Rollen schlüpft und Interviews mit echten Persönlichkeiten aus der Politik oder der Kunstszene führt. Sie hatte am 15. Juli 2018 beim US-Kabelsender Showtime Premiere und wird im deutschsprachigen Raum seit dem 17. Juli 2018 bei Sky Atlantic HD gezeigt.

## Figuren
Erran Morad
Erran Morad ist ein israelischer Anti-Terror-Experte, der sich abwechselnd als Colonel, Captain, General, Sergeant, Brigadier, Sergeant Corporal und Lieutenant vorstellt. Wenn er über seine Militärerfahrungen redet, beginnt er immer mit dem Halbsatz: Im Mossad, ich meine, nicht im Mossad. Durch das sogenannte Kinderguardians-Programm wirbt Morad für die Bewaffnung von Kindern ab 3 Jahren. Morad hat mehrfach Erfolg, während er dafür die Unterstützung von berühmten Politikern und Waffenrechtsaktivisten aus den Vereinigten Staaten gewinnen will. Dick Cheney signiert für Morad einen Kanister, den Morad laut eigener Aussage beim Waterboarding unter anderem für seine Frau verwendete. Jason Spencer trat als Abgeordneter im Repräsentantenhaus von Georgia zurück, nachdem sein Interview mit Erran Morad ausgestrahlt wurde. Der Gründer der Organisation Youth Shooters of America beißt bei einem Anti-Terror-Training in einen Umschnalldildo, den Erran Morad trägt.
Ph.D. Billy Wayne Ruddick junior
Ph.D. Billy Wayne Ruddick junior ist ein rechtsextremer Verschwörungstheoretiker, der auf seiner Website truthbrary.org die Ergebnisse seiner Recherchen veröffentlicht. Dabei beruft er sich häufig auf das Internationale Institut für Wahrheit und Wissen. Ruddick hält Obamacare für einen Fehlschlag, weil er kerngesund war und dann zum Arzt musste, wodurch mehrere Krankheiten festgestellt wurden. In der ersten Folge führt er ein Interview mit Bernie Sanders.
Dr. Nira Cain-N’Degeocello
Dr. Nira Cain-N’Degeocello ist am Reed College als Dozent für Gender Studies tätig und verurteilt die Vergabe von typischen Geschlechterrollen, die er auch bei der Erziehung von seinem Sohn und seiner Tochter ablehnt. Seine Partnerin, die sich laut Dr. Cain-N’Degeocello als Frau identifiziert, hatte eine Affäre mit einem Delfin. In der Serie sucht er das Gespräch mit den Unterstützern der Republikanischen Partei und will seinen politischen Gegnern zuhören, um ihre Meinung ändern zu können. Dabei redet er oft über sein Familienleben. In Kingsman wird Dr. Cain-N’Degeocello bedroht, als er bei einem Treffen mit Mitgliedern der Gemeinde für den Bau einer Moschee wirbt.
Rick Sherman
Rick Sherman ist ein ehemaliger Strafgefangener, der während seiner Zeit im Gefängnis als Künstler entdeckt wurde. Mit seinen Fäkalien und Körperflüssigkeiten porträtierte er unter anderem seine Mitinsassen, die ihn deshalb jedoch teilweise verprügelten. Nach seiner Freilassung stellt er seine Werke Experten aus der Kunstszene vor. Als DJ präsentiert Sherman elektronische Tanzmusik mit seinem eigenen Stöhnen und weiteren Geräuschen, die er im Knast unter anderem bei Schlägereien aufgenommen hat. Außerdem serviert er als Koch einem Gastrokritiker Gerichte, die er durch seine Erfahrungen im Gefängnis zusammengestellt hat. Dazu gehören unter anderem Kalbsfleisch in einem Erdbeer-Kondom und Fleisch, das laut Shermans Aussage von einem Vegetarier stammt.
Gio Monaldo
Gio Monaldo ist ein italienischer Fotograf und Playboy aus Mailand, der für Canale 5 eine eigene Fernsehsendung produziert. Er unterstützt Charity-Programme, durch die Kindersoldaten beim Kauf von Waffen finanziell unterstützt werden. Dafür dreht er mit einer Reality-TV-Darstellerin ein Werbevideo. Bei einem Gespräch mit einem Yacht-Verkäufer will er eine Motoryacht für den syrischen Präsidenten Baschar al-Assad kaufen, während seine Assistentin auf Monaldos Schoß unter einer Decke einen Auftrag ausführt.
OMGWhizzBoyOMG
OMGWhizzBoyOMG ist ein finnischer Internetstar, der Unboxing-Videos dreht. Bei den Dreharbeiten für einen Videoclip redet er mit Joe Arpaio über hand jobs, Golden Showers und die gemeinsame Begeisterung für Waffen und Donald Trump.